# میدان شهرداری (رشت)
میدان شهرداری رشت کنونی در شهر رشت، با ساختمانهایی به سبک معماری اروپای شرقی مربوط به دوره پهلوی اول است که در دوره قاجار به دلیل وجود عمارات دیوانی رشت به «میدان درب دیوانی» مشهور بود. این میدان که امروزه به یاد شهدای سرپل ذهاب «میدان شهدای ذهاب» نامیده می‌شود، در تاریخ ۲۶ آذر ۱۳۵۶ با شمارهٔ ثبت ۱۵۱۶ به‌عنوان یکی از آثار ملی ایران به ثبت رسیده است.

## تاریخچه
بر طبق خبر درج شده در روزنامه پرورش شماره ۱۳۵ چهارشنبه اول تیر ماه ۱۳۰۵، اداره بلدیه رشت در این تاریخ به ساختمان نوساز خود انتقال یافت. ساختمانی که با الهام از معماری نئوکلاسیک اروپا به ویژه معماری سنت پیترزبورگ روسیه و توسط معماران ایرانی مقیم رشت ساخته شد و هم‌اکنون نیز پس از گذشت ۷۵ سال مقر شهرداری رشت است.

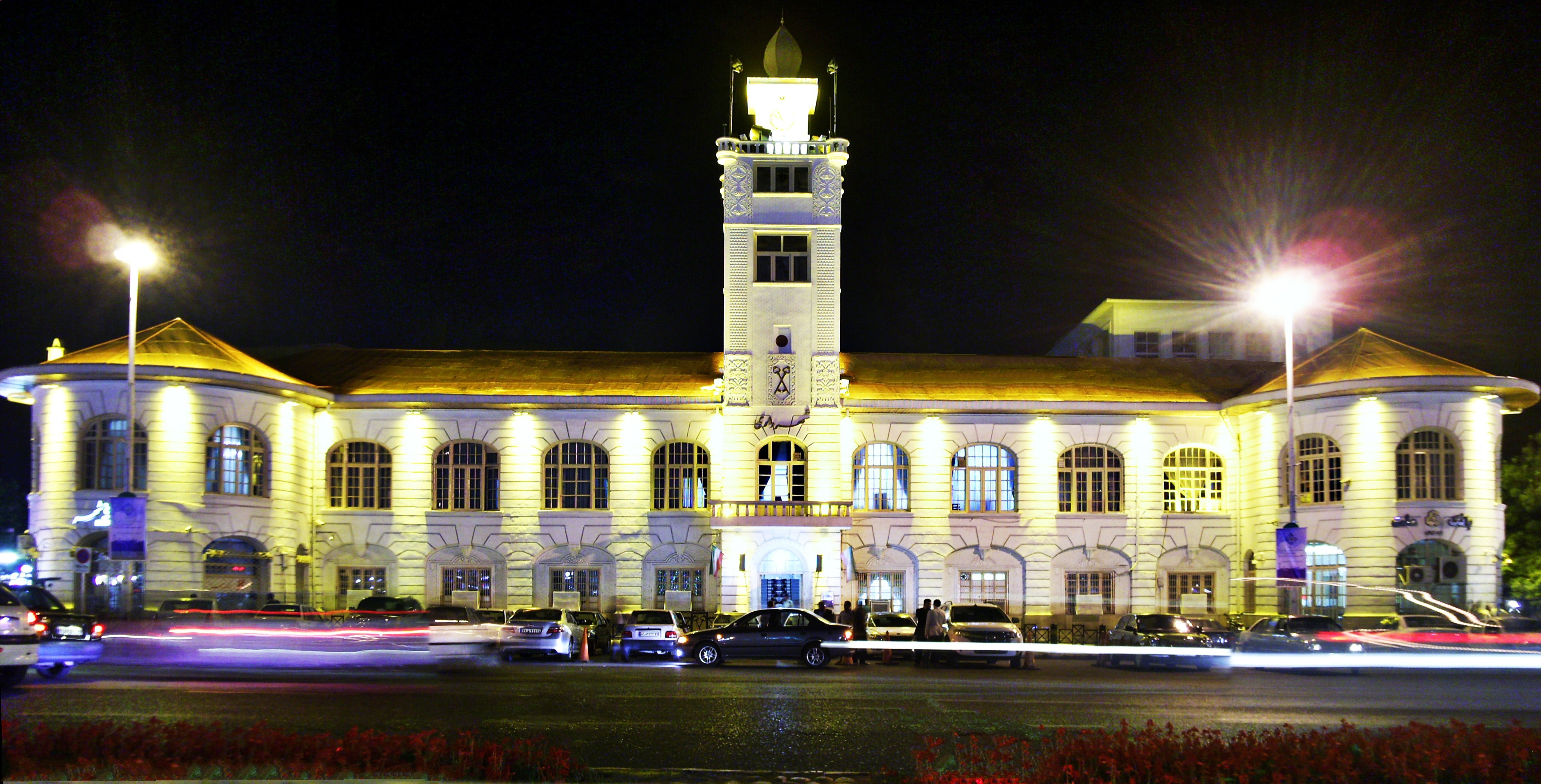
ساختمان شهرداری رشت

ساختمان شهرداری و برج ساعت آن و هنچنین موزه پست و ساختمان قدیمی هتل ایران، مجموعه بناهای میدان شهرداری رشت در اوایل سلطنت رضا شاه پهلوی (۱۳۰۴-۱۳۲۰ ه‍.ش) هستند. برج ساعت شهرداری که نماد شهر رشت محسوب می‌شود، به هنگام وقوع زلزله مهیب و ویرانگر گیلان در سال ۱۳۶۹ آسیب دیده بود که چندی بعد به صورت سابق بازسازی گردید.
مجموعه شهرداری مربوط به دوره پهلوی است و در رشت، میدان شهرداری واقع شده و این اثر در تاریخ ۲۶ آذر ۱۳۵۶ با شمارهٔ ثبت ۱۵۱۶ به‌عنوان یکی از آثار ملی ایران به ثبت رسیده است.

### طرح‌های آتی
ترمیم سگنفرش خیابانهای اطراف میدان شهرداری رشت، تبدیل اداره پست به موزه پست و ساختمان هتل ایران به گنجینه مردم‌شناسی و پس از انتقال شهرداری به ساختمان جدید ساختمان فعلی تبدیل به موزه بلدیه رشت و مرکز اسناد شهرداری رشت خواهد شد.

#### ویژگی‌ها
اجرای موزیک زنده به‌طور روزانه در صبحگاه و مناسبت‌ها توسط گروه ارکستر شهرداری رشت رو به روی درب شهرداری داخل محوطه میدان و در محوطه مخصوص گروه ارکستر از ویژگی‌های بی‌نظیر شهرداری رشت است.
زنگ ساعت مجموعه در هر ساعت برابر با عدد ساعت و هر نیم ساعت یک زنگ به صدا در می‌آید. میدان شهرداری رشت اکنون دارای قدمتی است که می‌توان از آن به عنوان یک مکان تاریخی نام برد چرا که عمر مجموعه بناهای این میدان نزدیک به یک قرن است.